# Yasuhito Morishima
Yasuhito Morishima (森島 康仁, Morishima Yasuhito, Kobe, 18 september 1987) is een Japans voetballer die als aanvaller speelt bij Fujieda MYFC.

## Clubcarrière
Morishima begon zijn carrière in 2006 bij Cerezo Osaka. Hij tekende in 2008 bij Oita Trinita. Morishima veroverde er in 2008 de J.League Cup. Hij tekende in 2014 bij Kawasaki Frontale. Morishima speelde tussen 2015 en 2018 voor Júbilo Iwata, Tegevajaro Miyazaki en Tochigi Uva FC. Hij tekende in 2019 bij Fujieda MYFC.

## Interlandcarrière
Morishima speelde met het nationale elftal voor spelers onder de 20 jaar op het WK –20 van 2007 in Canada.